# Станкевич, Борис Вячеславович
Бори́с Вячесла́вович Станке́вич (1860, Пенза — 1924, Барнаул) — русский физик, профессор Варшавского, Казанского, Московского и Астраханского университетов.

## Биография
Из дворян. Окончил физико-математический факультет Московского университета (1882) со степенью кандидата. За сочинение «Математическое изложение кинетической теории газов» был удостоен Советом Московского университета премии им. Н. Д. Брашмана и оставлен на кафедре физики для приготовления к званию профессора на два года.

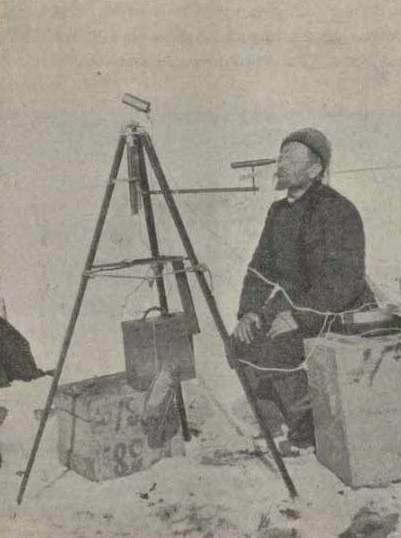
Б. В. Станкевич ведёт наблюдение за уровнем солнечной радиации при помощи пиргелиометра

И. д. доцента (с мая 1885), доцент (с января 1889), экстраординарный профессор (c мая 1889), и. д. ординарного профессора (c октября 1894), ординарный профессор (с июня 1895) кафедры физики Варшавского университета.
В январе 1887 года защитил магистерскую диссертацию «Кинетическая теория газов в математическом изложении» в Новороссийском университете. В 1895 году получил в Казанском университете степень доктора за работы «К вопросу об употреблении электрометра Маскара для измерения энергии переменных токов» и «Материалы к познанию диэлектрической поляризации в жидкостях». С 1908 года — ординарный профессор Новороссийского университета по кафедре физики и физической географии.
В июне 1911 года был перемещён на должность ординарного профессора физики в Московский университет, где заменил ушедшего из-за «дела Кассо» П. Н. Лебедева. Станкевич оказался чужд основанной Лебедевым московской физической школе, и его научная деятельность в Московском университете не оставила заметных следов. В марте 1917 года он вместе с другими «ставленниками» Л. А. Кассо был уволен из Московского университета.
В 1918 году Станкевич был приглашён на кафедру физики в Астраханский университет, одновременно преподавал механику в Астраханском политехникуме. В 1920 году по семейным обстоятельствам уехал в Сибирь, заняв кафедру теоретической механики в Барнаульском техникуме.
Основные труды:
- Опытное исследование теплопроводности и идеи о строении жидкостей. Варшава (1891)
- Теория многоатомных газов. Варшава (1893)
- Теория электромагнитного поля. М. (1913)
- Курс физики: Лекции. М. (1914)